# NN-30
La carretera NN‑30 es una vía departamental vecinal ubicada en el norte de Nicaragua, dentro del departamento de Nueva Segovia. Esta carretera conecta la carretera NIC-27 cerca de Mozonte y se dirige hacia el noreste, llegando a Dipilto, cerca de la frontera con Honduras. Es una vía estratégica para comunidades rurales de montaña que se encuentran en el corredor fronterizo.

## Trazado y cruces
A continuación se presenta el recorrido estimado de la carretera NN‑30 a través del departamento de Nueva Segovia:
| km        | Localidad | Departamento  | Conexión / Ruta                  |
| --------- | --------- | ------------- | -------------------------------- |
| 0,00      | Mozonte   | Nueva Segovia | NIC 27                           |
| 163,67 km | Dipilto   | Nueva Segovia | Final estimado en zona montañosa |